# Taeniacanthus balistae
Taeniacanthus balistae är en kräftdjursart som först beskrevs av Claus 1864.  Taeniacanthus balistae ingår i släktet Taeniacanthus och familjen Taeniacanthidae. Inga underarter finns listade i Catalogue of Life.